# Katharsis (album Czesława Niemena)
Katharsis – solowa płyta Czesława Niemena wydana w 1976 roku. Ma charakter albumu koncepcyjnego, traktującego o pułapkach rozwoju cywilizacji i ekspansji ludzkości w przestrzeń kosmiczną.
Niemen zarejestrował ten album w całości samodzielnie, bez pomocy innych muzyków. Do nagrań użył m.in. syntezatorów Minimoog i Synthi EMS oraz melotronu. Wykorzystał również klawinet, gitarę, instrumenty perkusyjne, flety.
„Z listu do M.” i „Epitafium” są fragmentami wokalno-instrumentalnymi. Autorem tekstów-wierszy jest również Czesław Niemen.
Utwory „Planeta Ziemia”, „Fatum” i „Katharsis” były ilustracją muzyczną sztuki Juliusza Słowackiego Mindowe w reżyserii Bernarda Forda Hanaoki. 

## Utwory
1. „Odkrycie nowej galaktyki” – 2:20
2. „Mleczna Droga” – 3:15
3. „Planeta Ziemia” – 6:45
4. „Fatum” – 2:23
5. „Pieczęć” – 2:51
6. „Z listu do M.” – 4:45
7. „Próba ucieczki” – 2:46
8. „Katharsis” – 4:45
9. „Epitafium (Pamięci Piotra)” – 3:58
„Epitafium” poświęcone jest pamięci perkusisty Piotra Dziemskiego, zmarłego tragicznie w 1975 roku.
10. „Dorożką na Księżyc” – 5:21 (bonus CD)[3][4]
Utwór ten nie znalazł się na oryginalnym wydaniu gramofonowym z 1976 roku. Został dodany w reedycji płyty w 2003 roku[3][4].